# آمایا مونترو
آمایا مونترو (به انگلیسی: Amaia Montero) با نام کامل آمایا مونترو سالدیاس (به انگلیسی: Amaia Montero Saldías)(زاده ۲۶ اوت ۱۹۷۶) خواننده، ترانه‌پرداز اسپانیایی است.